# Mystery Jets
Mystery Jets je anglická indie rocková hudební skupina původem z Eel Pie Island v londýnském Twickenhamu. Skupinu založil hudebník Blaine Harrison společně se svým otcem Henrym Harrisonem a kamarádem Williamem Reesem pod názvem Misery Jets, změnu názvu způsobila událost, kdy se Blaine Harrison upsal ve slově Misery, když maloval název na buben. V této původní tříčlenné sestavě hrál Blaine na bubny, Henry na basovou kytaru a Rees na kytaru. Když do kapely následně přišli baskytarista Kai Fish a bubeník Kapil Trivedi, změnili otec i syn své pozice; Blaine si přesedl od bubnů ke klávesám a Henry vyměnil baskytaru za klasickou. V současné sestavě však již Fish nevystupuje, odešel během dubna 2012 a místo něj nastoupili Petr Cochrane, respektive Jack Flanagan.
Za dobu své existence vydala kapela šest studiových alb; několik singlů se dostalo do britské hitparády UK Singles Chart – mezi nimi nejvýše na 23. pozici „The Boy Who Ran Away“ z úvodního alba Making Dens (vyd. 2005, singl 2006), „Two Doors Down“ a „Young Love“ z třetího alba Twenty One (vyd. 2008) na 24., respektive 34. pozici. Posledním vydaným albem bylo Curve of the Earth, jež přišlo na hudební scénu 15. ledna 2016.

## Diskografie
- Making Dens (2005)
- Zootime (2006)
- Twenty One (2008)
- Serotonin (2010)
- Radlands (2012)
- Curve of the Earth (2016)